# Farmaconomista
La denominación farmaconomista (danés: farmakonom) se refiere a experto en fármacos.
Los farmaconomistas es un grupo profesional farmacéutico entrenado en Dinamarca (incluyendo Groenlandia y Islas Feroe) con una educación superior de tres años. Graduado de cada año cerca de 180 estudiantes de farmaconomía como farmaconomistas de la Universidad Danesa de la Práctica de la Farmacia.

## Trabajo
La mayoría de los farmaconomistas daneses trabaja en las farmacias comunitarias, en las farmacias hospitalaria y en los hospitales.
Algunos farmaconomistas trabajan dentro de la industria química, la industria farmacéutica y en laboratorios médicos o clínicos.
Otros farmaconomistas enseñan a estudiantes farmacéuticos y a estudiantes farmaconomistas en las universidades - tales como la Facultad de Ciencias Farmacéuticas (Universidad de Copenhague) y la Universidad Danesa de la Práctica de la Farmacia.
Los farmaconomistas también trabajan por el Ministerio Danés del Interior y de Sanidad, la Dirección General Danesa de Medicamentos y la Asociación Danesa de Farmacéuticos Propietarios.
Algunos farmaconomistas trabajan como consultores farmacéuticos.

## Educación
Durante su educación en la Universidad Danesa de la Práctica de la Farmacia, el farmaconomista se entrena en ser anatomía, fisiología, patología, farmacología, práctica de la farmacia, producto farmacéutico, toxicología, farmacia clínica, farmacoterapia, ciencias farmacéuticas, química, química farmacéutica, fisicoquímica, bioquímica, biología, microbiología, biología molecular, genética, citología, botánica, medicina, veterinaría, zoología, receta médica, ley de farmacia, sociología médica, seguridad del paciente, cuidado médico, psicología, psiquiatría, pedagogía, comunicación, tecnologías de la información y la comunicación, bioética, éticas médica, seguridad, dirección, organización, logística, economía, garantía de calidad, ventas y comercialización.
La educación superior de tres años corresponde a 180 puntos del ECTS (Sistema Europeo de Transferencia y Acumulación de Créditos).

## ¿Cuál es la diferencia entre unfarmaconomistay unfarmacéutico?
Hay dos diversos grupos profesionales con la educación farmacéutica en Dinamarca:
- Los farmaconomistas (con una educación superior de tres años)
- Los farmacéuticos (con una educación superior de cinco años)

Debido a su educación más alta como profesionales de la salud, el farmaconomista tiene por ley la misma capacidad independiente en todas las farmacias danesas como el farmacéutico - es decir por ejemplo dispensar y comprobar recetas médicas, para aconsejar y para aconsejar a los pacientes sobre el uso de la medicina (los productos farmacéuticos) y para dispensar, para vender y para proporcionar la información sobre la medicina.
El farmaconomista también emprende el especialista y la operación directiva de farmacias y emprende servicio directivo del deber.
La única diferencia por ley es que solamente un farmacéutico puede poseer una farmacia danesa.

## El sindicato
La Asociación Danesa de Farmaconomistas (danés: Farmakonomforeningen) es un sindicato quién representa cerca de 5700 farmaconomistas en Dinamarca (es decir el 98 % de todos los farmaconomistas daneses).

## "Farmaconomista" en otros idiomas
- Alemán: Pharmakonom (plural: Pharmakonomen)
- Danés: farmakonom (plural: farmakonomer)
- Español: farmaconomista (plural: farmaconomistas)
- Feroés: farmakonomur (plural: farmakonomar)
- Francés: pharmaconome (plural: pharmaconomes)
- Groenlandés: farmakonomit (plural: farmakonominullu)
- Inglés: pharmaconomist (plural: pharmaconomists)
- Italiano: farmaconomista (plural: farmaconomisti)

El título danés "farmakonom" (farmaconomista) viene del griego "pharmakon" (del significado "fármaco") y "nom" (del significado "experto en").
En Dinamarca un farmaconomista también se refiere como lægemiddelkyndig (es decir "experto en fármacos"). Lægemiddelkyndig viene del danés "lægemiddel" (del significado "fármaco") y "kyndig" (del significado "experto en").